# Jacques Baudry de Lamarche
Jacques Baudry de Lamarche (baptisé le 13 septembre 1676 et décédé vers 1738) est le fils d'un artisan de Trois-Rivières qui est retourné en France à un certain moment de sa jeunesse.